# Deputados de Portugal no Parlamento Europeu (1994-1999)
Esta é uma lista dos Deputados do Parlamento Europeu eleitos por Portugal para a quarta legislatura (1994-1999), ordenados pelo nome.

## A
- António Campos, PS (Partido Socialista Europeu)
- António Capucho, PSD (Partido Popular Europeu)
- António Vitorino PS (Partido Socialista Europeu)
- Arlindo Cunha, PSD (Partido Popular Europeu)

## C
- Carlos Candal, PS (Partido Socialista Europeu)
- Carlos Lage, PS (Partido Socialista Europeu)
- Carlos Coelho, PSD (Partido Popular Europeu)
- Carlos da Costa Neves, PSD (Partido Popular Europeu)
- Carlos Pimenta, PSD (Partido Popular Europeu)
- Celeste Cardona, CDS-PP (União para a Europa das Nações)

## E
- Elisa Maria Damião, PS (Partido Socialista Europeu)
- Eurico de Melo, PSD (Partido Popular Europeu)

## F
- Fernando Moniz, PS (Partido Socialista Europeu)
- Francisco António Lucas Pires, PSD (Partido Popular Europeu)

## H
- Helena Torres Marques, PS (Partido Socialista Europeu)
- Helena Vaz da Silva, PSD (Partido Popular Europeu)
- Honório Novo, PCP (Esquerda Unitária Europeia/Esquerda Nórdica Verde)

## J
- João Soares, PS (Partido Socialista Europeu)
- Joaquim Miranda, PCP (Esquerda Unitária Europeia/Esquerda Nórdica Verde)
- José Apolinário, PS (Partido Socialista Europeu)
- José Barros Moura, PS (Partido Socialista Europeu)
- José Girão Pereira, CDS-PP (União para a Europa das Nações)
- José Manuel Torres Couto, PS (Partido Socialista Europeu)
- José Mendes Bota, PSD (Partido Popular Europeu)

## L
- Luís Marinho, PS (Partido Socialista Europeu)
- Luís Sá, PCP (Esquerda Unitária Europeia/Esquerda Nórdica Verde)

## M
- Manuel Monteiro, CDS-PP (União para a Europa das Nações)
- Manuel Porto, PSD (Partido Popular Europeu)

## N
- Nélio Mendonça, PSD (Partido Popular Europeu)

## R
- Rui Vieira, CDS-PP (União para a Europa das Nações)